# ウィリアム・ロス・アシュビー
ウィリアム・ロス・アシュビー（William Ross Ashby, 1903年9月6日 - 1972年11月15日）は、ロンドン生まれの医学者、精神科医。彼は、複雑系の研究の先駆者である。サイバネティックスを含め、一般システム理論や複雑系で大きな影響力を持っていたにもかかわらず、彼はあまりよく知られた科学者ではない。彼の研究は、ハーバート・サイモン、ノーバート・ウィーナー、スタッフォード・ビーア、スチュアート・カウフマンに影響を与えた。
1928年の5月、24歳のアシュビーはロンドンの聖バーソロミュー病院の医学生で、25冊のノートに続き物として彼の理論を記し始めた。彼が亡くなるまでの44年間、一日で約半分のページのペースだったという。2003年の1月に、そのノートは複写されてロンドンの大英図書館に寄贈された。
1948年、アシュビーはホメオスタットを完成させた。